# Notiobiella rosea
Notiobiella rosea is een insect uit de familie van de bruine gaasvliegen (Hemerobiidae), die tot de orde netvleugeligen (Neuroptera) behoort. 
Notiobiella rosea is voor het eerst wetenschappelijk beschreven door Kimmins in 1933.